# On va s'aimer (film)
Pour les articles homonymes, voir On va s'aimer.
Pour plus de détails, voir Fiche technique et Distribution.
On va s'aimer est un film français réalisé par Ivan Calbérac sorti en 2006.

## Synopsis
Laurent (Julien Boisselier) et Camille (Mélanie Doutey) s'aiment et vivent en couple depuis des années, même si l'idée du mariage les effraie. Un soir, ils dînent avec le meilleur ami de Laurent, François (Gilles Lellouche), et sa fiancée, Élodie (Alexandra Lamy). Et c'est le coup de foudre entre Laurent et Élodie. Si Laurent refuse de quitter Camille sur un coup de tête, Élodie quitte François sans crier gare. Ce dernier engage un détective privé (Patrick Chesnais) pour connaître l'identité du nouvel amant.

## Fiche technique
- Réalisateur : Ivan Calbérac
- Scénario : Ivan Calbérac
- Photographie : David Quesemand
- Musique : Julien Lepers, Laurent Marimbert et Laurent Aknin
- Production : Éric et Nicolas Altmayer
- SOFICA : Cofinova 2
- Genre : comédie romantique
- Durée : 97 minutes
- Date de sortie : 
  - France - 14 juin 2006

## Distribution
- Julien Boisselier : Laurent, journaliste
- Alexandra Lamy : Élodie, avocate
- Mélanie Doutey : Camille, compagne de Laurent
- Gilles Lellouche : François, meilleur ami de Laurent, fiancé d'Élodie, professeur
- Matthieu Rozé : Raphaël
- Mélanie Page : Valérie
- Claire Nebout : Frédérique
- Anne Consigny : Mathilde
- Patrick Chesnais : le détective
- Lucien Jean-Baptiste : Julien
- Katia Lewkowicz : Sophie
- Didier Brice : le client d'Élodie
- Éric Prat : le rédacteur en chef
- Jean-Luc Porraz : l'avocat
- Jérôme Anthony : le maître-nageur
- Émilie Lenglez : la stripteaseuse

## Autour du film
- Ce film est une adaptation française du film espagnol El otro lado de la cama (2002).